# Jakub Janda
Jakub Janda (n. 27 aprilie 1978, Čeladná, Republica Socialistă Cehă, Cehoslovacia) este un fost săritor cu schiurile ceh.

## Carieră
Janda este de profesie, profesor de sport. Primul său sezon în Cupa Mondială a fost cel din 1996/1997. Însă Jakub a început să se remarce din sezonul 2004/2005. La etapa de la Harrachov din 2004 conducea după prima manșă, dar a fost învins în final de Janne Ahonen și Roar Ljøkelsøy, fapt întâmplat și în cele două etape de la Engelberg din Elveția.
În ianuarie 2005 a reușit prima victorie de etapă la Titisee-Neustadt. La Campionatul mondial de schi nordic de la Oberstdorf din 2005 a câștigat medalia de argint pe trambulina normală și medalia de bronz pe trambulina mare, ambele la individual.
În sezonul 2005/06 a câștigat etapele de la Kuusamo, Lillehammer, Harrachov, Engelberg și Garmisch-Partenkirchen. Jakub a câștigat în același sezon, turneul celor patru trambuline, la egalitate de puncte cu Janne Ahonen, fiind primul ceh care a câștigat turneul după victoria lui Jíři Raška din 1971. Janda a câștigat în sezonul 2005/2006 și Cupa Mondială, devenind primul ceh care își adjudecă acest trofeu.

## Performanțe obținute

### Campionatul mondial de schi nordic
- Argint, Oberstdorf 2005, în competiția individuală pe trambulina normală
- Bronz, Oberstdorf 2005, în competiția individuală pe trambulina mare

### Cupa mondială

#### Clasări la final de sezon
| - 1996/1997: 96. - 1997/1998: 70. - 1998/1999: 47. - 1999/2000: 70. - 2000/2001: 35. | - 2001/2002: 32. - 2002/2003: 25. - 2003/2004: 39. - 2004/2005: 6. - 2005/2006: 1. | - 2006/2007: 22. - 2007/2008: 49. - 2008/2009: 22. - 2009/2010: 22. |

#### Victorii de etapă
| Data              | Locul                  | Țara     |
| ----------------- | ---------------------- | -------- |
| 23 ianuarie 2005  | Titisee-Neustadt       | Germania |
| 26 noiembrie 2005 | Kuusamo                | Finlanda |
| 4 decembrie 2005  | Lillehammer            | Norvegia |
| 11 decembrie 2005 | Harrachov              | Cehia    |
| 18 decembrie 2005 | Engelberg              | Elveția  |
| 1 ianuarie 2006   | Garmisch-Partenkirchen | Germania |

#### Clasări pe podium
1. Cehia Liberec  – 11 ianuarie 2003 (locul 3)
2. Finlanda Kuusamo  – 28 noiembrie 2004 (locul 3)
3. Norvegia Trondheim  – 4 decembrie 2004 (locul 2)
4. Cehia Harrachov  – 12 decembrie 2004 (locul 3)
5. Elveția Engelberg  – 18 decembrie 2004 (locul 3)
6. Elveția Engelberg  – 19 decembrie 2004 (locul 2)
7. Austria Innsbruck  – 3 ianuarie 2005 (locul 3)
8. Germania Titisee-Neustadt  – 22 ianuarie 2005 (locul 2)
9. Germania Titisee-Neustadt  – 23 ianuarie 2005 (locul 1)
10. Finlanda Kuopio  – 9 martie 2005 (locul 3)
11. Finlanda Kuusamo  – 26 noiembrie 2005 (locul 1)
12. Norvegia Lillehammer  – 3 decembrie 2005 (locul 2)
13. Norvegia Lillehammer  – 4 decembrie 2005 (locul 1)
14. Cehia Harrachov  – 11 decembrie 2005 (locul 1)
15. Elveția Engelberg  – 18 decembrie 2005 (locul 1)
16. Germania Oberstdorf  – 29 decembrie 2005 (locul 3)
17. Germania Garmisch-Partenkirchen  – 1 ianuarie 2006 (locul 1)
18. Austria Innsbruck  – 4 ianuarie 2006 (locul 2)
19. Austria Bischofshofen  – 6 ianuarie 2006 (locul 2)
20. Finlanda Lahti – 5 martie 2006 (locul 2)